# Chêne vert de la route du Pont de l'Hers
Le chêne vert de la route du pont de l'Hers, également connu comme le chêne vert de Mirepoix, est un ancien arbre remarquable situé en France dans la commune de Mirepoix, dans le département de l'Ariège.
Il s'agit d'un chêne vert (Quercus ilex) du XVIIIe siècle, situé à l'entrée nord de la cité médiévale, planté à l'emplacement où la route menant vers le nord franchit un petit canal de dérivation des eaux de l'Hers, rivière dont le cours s'écoule 300 m plus au nord.
L'arbre est souvent abusivement présenté comme monument historique. Il bénéficiait en revanche d'une protection au titre des sites inscrits, au même titre que la croix de pierre située à ses côtés, depuis le 30 juillet 1945.
Le chêne est abattu par une rafale de vent le 8 mars 2025.

## Histoire

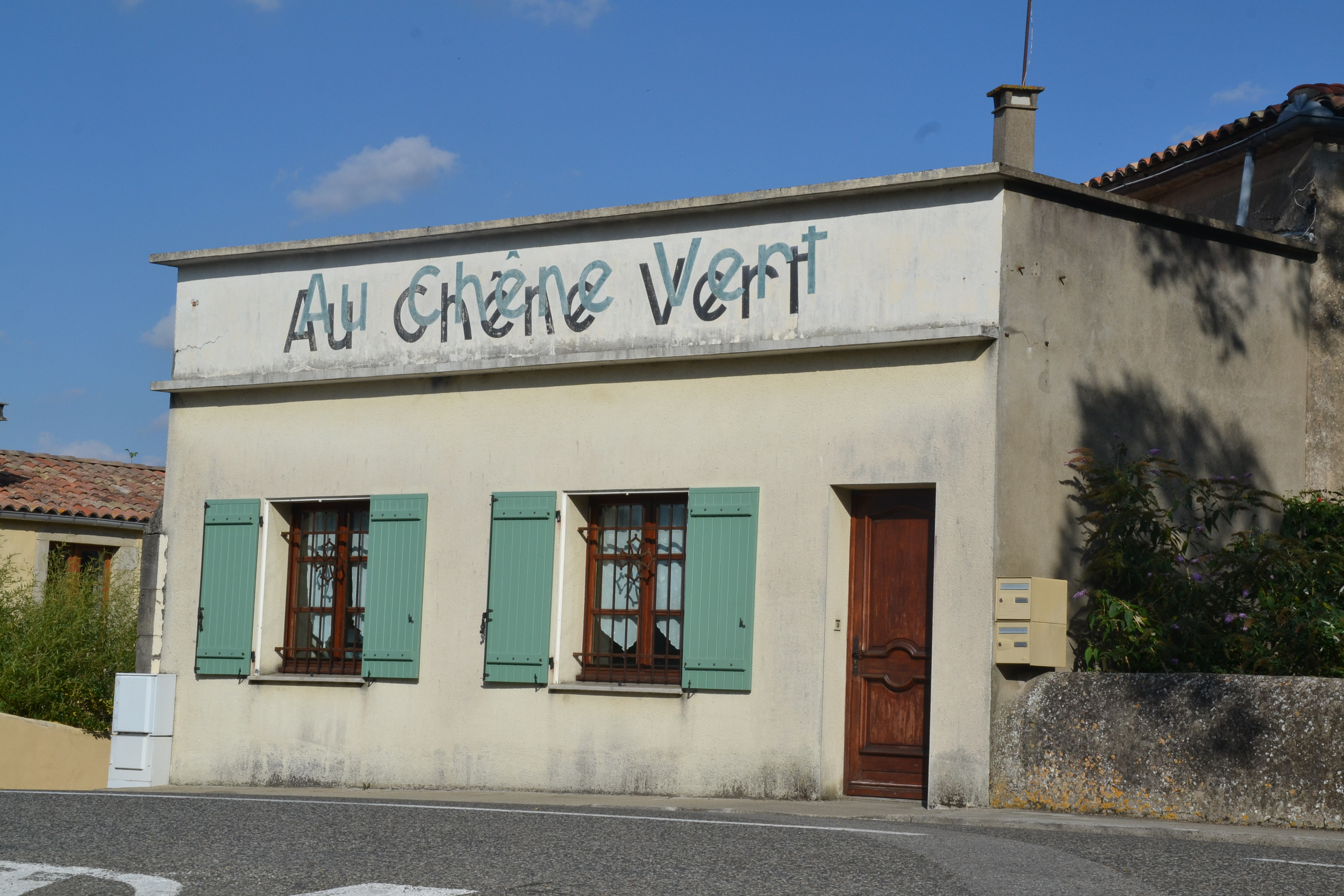
Enseigne près de l'arbre.

Couramment présenté comme d'époque médiévale, constituant la relique d'une ancienne forêt dévastée par la crue qui en 1289 aurait détruit la première ville de Mirepoix, il est plus vraisemblablement âgé d'environ 300 ans à sa disparition, datant donc plutôt du XVIIIe siècle.
Louis Pons-Tande (1777-1867) est probablement à l'origine de sa plantation. On doit aussi à ce personnage l'édification de la croix, qui porte la date de 1797, correspondant à la construction de ce quartier, qui se fait après la mise en service du pont franchissant l'Hers.
Dans les années 2020, il manifeste des signes de faiblesse, nécessitant un entretien particulier.